# Săbăreni
Săbăreni es una comuna ubicada en el distrito de Giurgiu, Rumania.. Se ubica a unos 15 kilómetros al oeste de Bucarest, capital y ciudad más grande del país.

## Superficie
Cuenta con una superficie de 22,92 kilómetros cuadrados.

## Demografía
Hasta 2021 la población era de 3683 habitantes, con una densidad de población de 160,7 habitantes por kilómetro cuadrado.